# الهلال الأحمر التونسي
الهلال الأحمر التونسي (بالفرنسية: Croissant-Rouge tunisien)‏ هو جمعية إنسانية تونسية تأسست خلال الحرب العالمية الثانية خلال فترة سيطرة الحلفاء على تونس لكن تم حل الجمعية بعد هزيمة الحلفاء واستعادة فرنسا لسيطرتها على تونس.
بعد الاستقلال تم إعادة تأسيسها سنة 1956.
تنتمي جمعية الهلال اللأحمر التونسي إلى الحركة الدولية لجمعيات الصليب الأحمر و الهلال الأحمر.

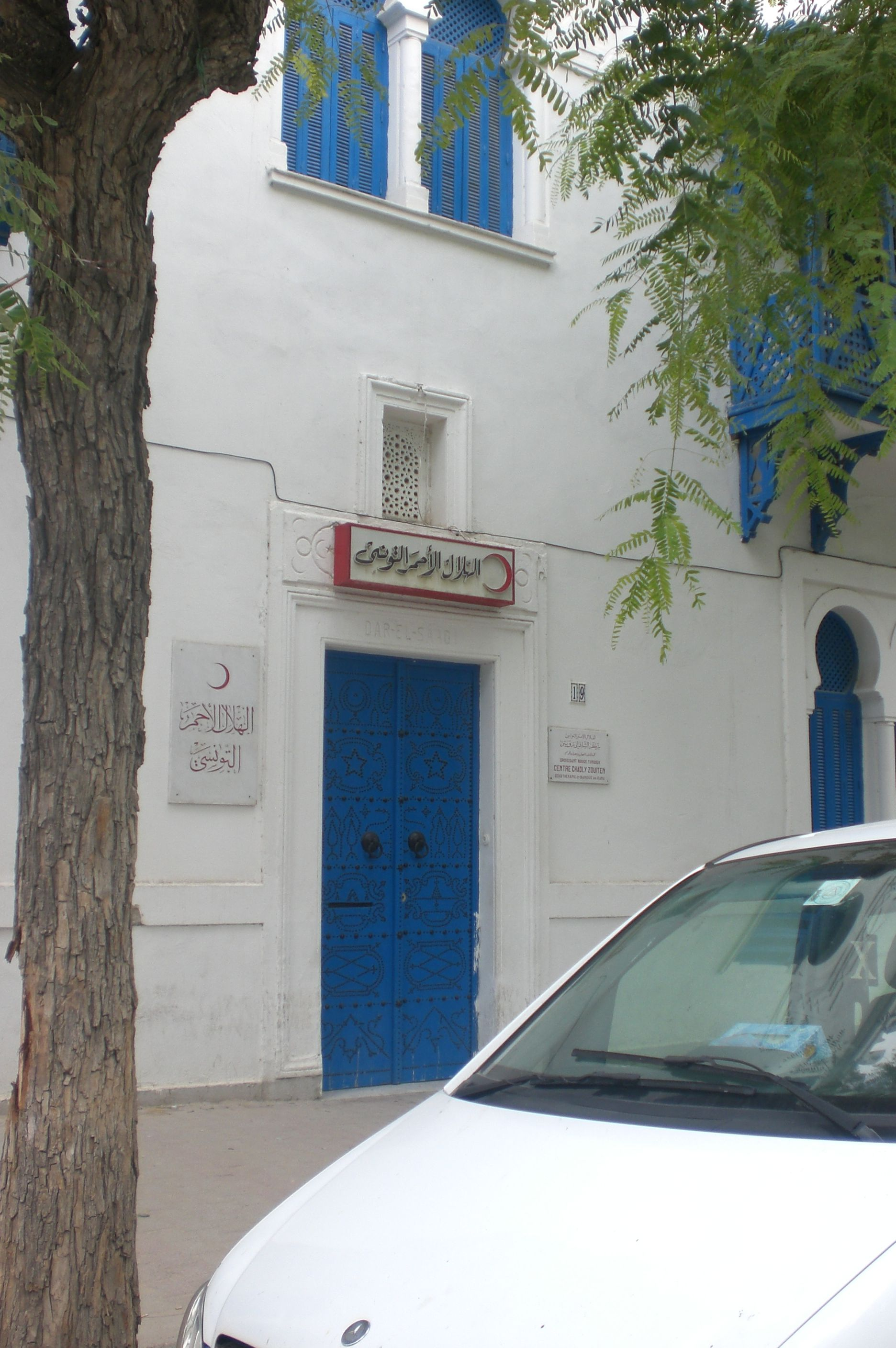
مقر جمعية الهلال الأحمر التونسي بنهج أنقلترا-تونس

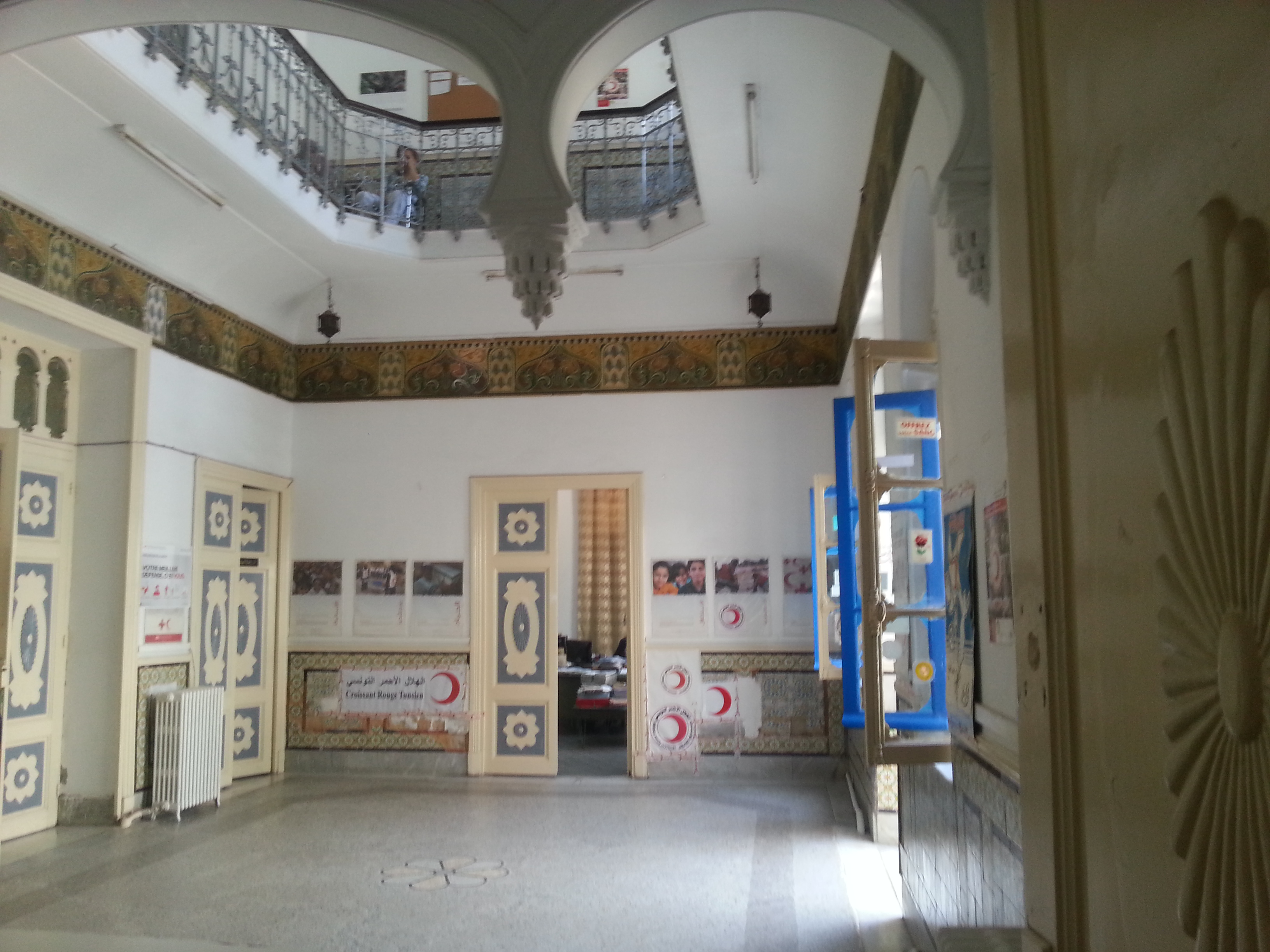
مقر جمعية الهلال الأحمر التونسي بنهج أنقلترا-تونس

## مبادؤها
تقوم جمعية الهلال الأحمر التونسي على سبعة مبادئ هي:
1. الإنسانية
2. عدم التحيز
3. الحياد
4. الاستقلالية
5. الخدمة التطوعية
6. الوحدة
7. العالمية.

## من أهدافها
- تنمية قدرات الجمعية الوطنية في مجال مجابهة الكوارث نشر المعايير الدنيا
- إعداد مطويات وملصقات وأقراص مدمجة للتوعية حول المعايير الدنيا
- جمع المعلومات وتحليلها

## هيئتها
- الرئيس: عبد اللطيف شباو
- نائبه: يوسف المليح
- الكاتب العام: ليلى طريطر حرم الماطري
- الناطقة الرسمية : بثينة
- أمين المال : ماهر المليتي

## علاقاتها
يربط الهلال الأحمر التونسي علاقات وطيدة مع الهيئات والمنظمات الدولية والعربية ذات العلاقة، وهو عضو نشيط في عدد منها. وفي هذا الإطار انعقدت في تونس في مارس / آذار 2008 اجتماعات الدورة السادسة والثلاثين للهيئة العامة للمنظمة العربية للهلال الأحمر والصليب الأحمر بحضور جميع الجمعيات الوطنية الأعضاء بالمنظمة والاتحادات واللجان الدولية وعدد من الجمعيات في الدول الصديقة.